# Arnaldo Matos
 (mars 2019).
Arnaldo Matias de Matos, né à Santa Cruz (Madère) le 24 février 1939 et mort à Lisbonne le 22 février 2019, est un homme politique portugais qui a été dirigeant du PCTP/MRPP dans les années 1970, le seul des quatre fondateurs du MRPP à être encore lié au parti (Vidaul Ferreira, João Machado et Fernando Rosas s'en sont éloignés).

## Biographie
Opposant au régime de Salazar, il fonde le 18 septembre 1970 le Mouvement de Réorganisation du Parti du Prolétariat (en portugais : Movimento Reorganizativo do Partido do Proletariado - MRPP), de tendance maoïste. Il est le secrétaire général du parti et est connu comme « délégué du Comité Lénine », le Comité Central du MRPP. Celui-ci est légalisé le 18 février 1975. 
À partir du printemps 1975, le MRPP lance une campagne « militaire » contre le Parti communiste portugais (pro-soviétique) d'Álvaro Cunhal. Pendant des mois, les militants du groupe maoïste attaquent, incendient et détruisent les permanences du Parti communiste. La violence du MRPP est telle que les observateurs l'accusent de jouer un rôle trouble, et finissent par se demander qui contrôle réellement le mouvement d'Arnaldo Matos. 
Le MRPP se transforme en septembre 1976 en Parti Communiste des Travailleurs Portugais / Mouvement de Réorganisation du Parti du Prolétariat (PCTP/MRPP - en portugais : Partido Comunista dos Trabalhadores Portugueses – Movimento Reorganizativo do Partido do Proletariado).
Peu après la légalisation, Arnaldo Matos est emprisonné une première fois à Mirandela, par le COPCON (Comando Operacional do Continente, l'organe de commandement du Mouvement des Forces armées), et c'est à partir de ce jour que le pays connut son nom. À Lisbonne, Place du Rossio, des militants et sympathisants criaient « Libération immédiate du camarade Arnaldo Matos ! ».
Le PCTP/MRPP participe pour la première fois aux élections de 1976 où il obtient 0,66 % des voix, dur coup pour son leader. En 40 ans de participation aux élections, le parti n'a obtenu aucun député.
Entre 1982 et 2015, Arnaldo de Matos quitte le parti, justifiant sa décision par l'idée que la contre-révolution avait gagné et que le rôle du parti dans la nouvelle société était devenu inutile.
En 2015, bien qu'il n'ait plus aucune responsabilité dans le PCTP/MRPP, il donne l'ordre de suspendre tous les membres du Comité Permanent du Comité Central, dont António Garcia Pereira, la figure la plus connue du Parti et son ami personnel. Commence alors une lutte interne que la démission de Garcia Pereira du Parti ne permit pas d'éteindre.
Arnaldo de Matos conserve son influence au sein du parti jusqu'à sa mort le 22 février 2019 à Lisbonne.